# Velux
VELUX est une marque danoise de fenêtres de toit. La part de marché prépondérante de ce fabricant sur le secteur conduit parfois, par antonomase, à utiliser le mot « velux » comme un nom commun pour désigner de telles fenêtres produites par d'autres fabricants.

## Histoire
La première fenêtre de toit a été développée par l’ingénieur danois Villum Kann Rasmussen en 1941. Elle avait pour but d'apporter de la lumière naturelle et une aération maîtrisée dans les combles aménagés d’une école du Seeland (Danemark).
Le nom « VELUX » provient de la contraction de « ve » pour « ventilation » et « lux » (lumière en latin). La marque VELUX fut déposée en octobre 1942.
Le groupe décide de s'implanter en France en 1964. Son activité y est d'autant plus difficile que la tradition des petites lucarnes — les vasistas — est très ancrée. Il faudra attendre le chantier de la station de sports d'hiver d'Avoriaz en 1968 et son choix d'équiper les immeubles de fenêtres de toit Velux.

## Activité

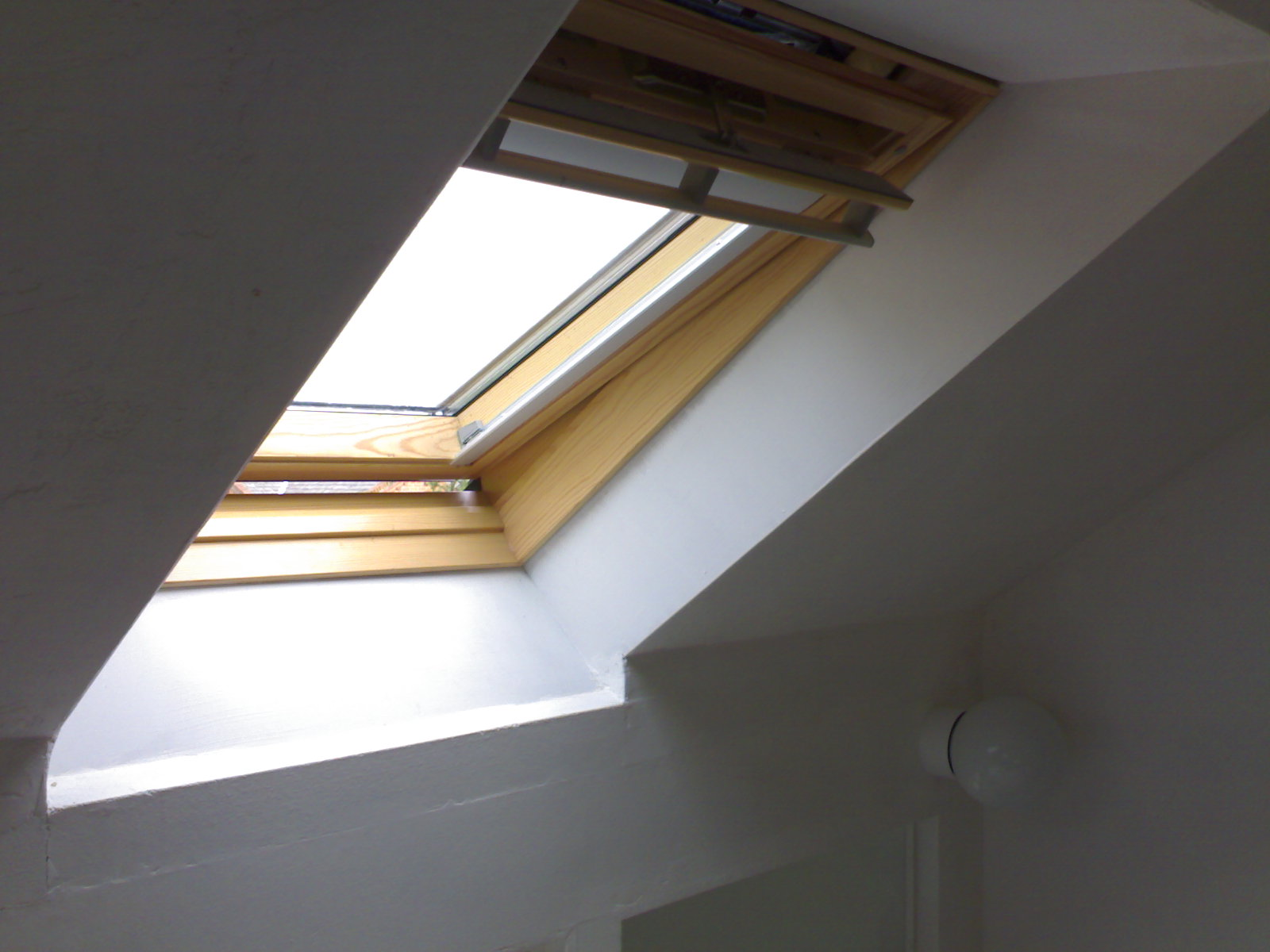
Une fenêtre de toit Velux vue de l'intérieur d'une pièce.

La gamme VELUX comprend plusieurs types d'entrées de lumière : fenêtres de toit, solutions pour toits plats, conduits de lumière naturelle et verrières modulaires. En complément, le groupe VELUX commercialise également des accessoires, tels que des stores, des volets roulants et des commandes motorisées.
Le groupe détient des sociétés dans 37 pays et possède des usines de production dans 9 pays. Il emploie environ 11,900 personnes dans le monde. Le Groupe VELUX appartient à la société anonyme VKR Holding A/S, détenue par la Villum Foundation et des membres de la famille Kann Rasmussen.

### Activité en France
Le siège social en France est situé à Morangis.
Le groupe produit en France pour le marché français depuis une quarantaine d'années. Les usines françaises sont situées :
- à Feuquières-en-Vimeu (Somme), fabrication des vitrages, fenêtres de toit, raccords aluminium et département expéditions.
- à Bourbonne-les-Bains (Haute-Marne), fabrication de volets roulant et collerettes d'étanchéité ;
- à Marnay (Haute-Saône), fabrication de volets roulants ;
- à Reignier (Haute-Savoie), fabrication de stores.

La société VELUX France a été créée en 1970. Ils sont présents dans l’hexagone avec 4 sites de production et une société de ventes, employant près de 1000 personnes.  